# 焦亚硫酸钾
焦亚硫酸钾（potassium metabisulfite，又称potassium pyrosulfite），K2S2O5，是一种具有刺激性硫磺气味的白色结晶粉末。该化学品的主要用途是作为抗氧化剂或化学灭菌剂。它是一种焦亚硫酸盐，在化学上与焦亚硫酸钠非常相似，有时两者可以互换使用。一般情况下优选焦亚硫酸钾，因为它不会增加饮食钠摄入。 
焦亚硫酸钾具有单斜晶体结构，在190°C时分解，产生亚硫酸钾和二氧化硫： 
K2S2O5(s) → K2SO3(s) + SO2(g)

## 用途
它被用作食品添加剂，也称为E224。  它在使用中受到限制，可能会在一些敏感人群中引起过敏反应。 
焦亚硫酸钾是多酚氧化酶的抑制剂。 

### 葡萄酒
焦亚硫酸钾是一种常见的葡萄酒或葡萄浆添加剂，在此之中它形成二氧化硫气体（SO2）。这既可以防止大多数野生微生物生长，也可以作为强效抗氧化剂，保护葡萄酒的色泽和细腻味道。 
在发酵前，每6加仑桶必须含有3克焦亚硫酸钾（产生约75 ppm的SO2 ）；然后在装瓶时每6加仑桶必须有6克（150 ppm SO2）。大多数商业酿酒厂在装瓶时添加量不超过30ppm。一些国家在法规中对葡萄酒允许含有多少SO2进行了规定。 
可以通过喷洒1％SO2 （2茶匙焦亚硫酸钾/ L）溶液对酿酒设备进行消毒。 

### 啤酒
焦亚硫酸钾有时用于酿造工业中以抑制野生细菌和真菌的生长。这被称为“稳定（stabilizing）”。它还用于中和已作为消毒剂添加到源头自来水中的氯胺 。 它既可供家庭酿酒商使用，也可供商业酿酒商使用。它没有用于酿造啤酒，因为麦芽汁几乎总被煮沸，这会杀死大多数微生物。它也可以添加到打击水（用于捣碎大麦麦芽的水）中，以去除氯胺，这可能导致啤酒中出现酚类异味。 

### 其他用途
- 有时将焦亚硫酸钾加入柠檬汁中作为防腐剂 。
- 焦亚硫酸钾在纺织工业中用于染色和棉花印花。
- 焦亚硫酸钾有时使用以从王水中沉淀金（作为亚硫酸钠替代品）。
- 它是某些摄影开发者和照相定影中使用的解决方案的组成部分。 [5]
- 它在椰子奶油的生产中用作漂白剂。
- 它在一些泡菜中用作防腐剂。
- 它用于着色蚀刻铁基金属样品，用于微观结构分析。 [6]

## 安全
焦亚硫酸钾会引起皮肤刺激、严重的眼睛刺激，并可能引起呼吸道刺激。  因此，它应该在防护下操作，如佩戴手套、外套、面罩、眼镜等防护用品。此外，它应该在碱性条件下使用，因为焦亚硫酸钾与酸反应会释放出有毒气体。 